# Władysław Gniewosz (1847–1924)
Władysław Gniewosz herbu Rawicz (ur. 1847, zm. 1924) – agronom, właściciel majątku Kąty,  poseł na Sejm Krajowy Galicji VIII i IX kadencji w latach 1901-1913.
Był synem Damiana i Urszuli z Turkułłów. Prowadził gospodarstwo leśne w Kątach. Był prezesem GTG oddziału w Brodach w latach 1895–1898, od 1893 członkiem Wydziału Okręgowego Towarzystwa Kredytowego Ziemskiego w Brodach oraz członkiem Rady Powiatowej w Złoczowie i Brodach w latach 1899–1905. W czasie wyborów w 1895 nie dostał się do Sejmu, w latach 1897–1899 był posłem do Rady Państwa z V kurii w Brodach złożył mandat z powodu choroby oczu. Do Sejmu wszedł w VIII kadencji w 1901 z I kurii obwodu złoczowskiego. W sejmie zabierał głos głównie w sprawach gospodarczych występował w roli sprawozdawcy projektów ustaw i przedłożeń z zakresu leśnictwa, ogrodnictwa, melioracji. Reprezentował swój okręg w kolejnej IX kadencji Sejmu, głosu już jednak publicznie nie zabierał. Okres wojny spędził w swoim majątku w 1914 więziony był w Złoczowie. Zmarł w Kątach. Był żonaty Anielą z Hubickich, miał syna Feliksa (zm. 1926).